# Melaloncha paxilla
Melaloncha paxilla är en tvåvingeart som beskrevs av Brown 2004. Melaloncha paxilla ingår i släktet Melaloncha och familjen puckelflugor. Inga underarter finns listade i Catalogue of Life.